# Lillhavviken
Lillhavviken är en sjö i Skellefteå kommun i Västerbotten och ingår i Bureälven-Mångbyåns kustområde. Sjön har en area på 0,0702 kvadratkilometer och ligger 2 meter över havet.

## Delavrinningsområde
Lillhavviken ingår i det delavrinningsområde (717113-177219) som SMHI kallar för Rinner mot S m Bottenvikens kustvatten. Medelhöjden är 4 meter över havet och ytan är 6,33 kvadratkilometer. Det finns inga avrinningsområden uppströms utan avrinningsområdet är högsta punkten. Avrinningsområdets utflöde mynnar i havet, utan att ha någon enskild mynningsplats. Avrinningsområdet består mestadels av skog (84 procent). Avrinningsområdet har 0,23 kvadratkilometer vattenytor vilket ger det en sjöprocent på 3,6 procent.